# Юаса, Ами
Ами Юаса (яп. 湯浅亜実; род. 11 декабря 1998, Кавагути, Сайтама) — японская би-гёрл, чемпионка Олимпийских игр (2024), двукратная чемпионка мира (2019, 2022), чемпионка Всемирных игр (2022), дважды обладательница титула Red Bull BC One (2018, 2023). Выступает под своим именем Ami.

## Биография
Ами Юаса родилась 11 декабря 1998 года в городе Кавагути, префектура Сайтама, Япония. Девочка заинтересовалась хип-хоп-танцами в возрасте 6 лет под влиянием старшей сестры Аю. В 10 лет Ами окончательно переключилась конкретно на брейк-данс. Сёстры часто выступали вместе в баттлах 2 на 2. В 2016 году они победили в конкурсе Battle of the Year в Японии. Ами тренировалась у известных японских би-боев.
В 2018 году в международных соревнованиях Red Bull BC One получили возможность принимать участие би-гёрл. Ами приняла участие в конкурсе и одержала победу, став первой обладательницей титула чемпиона Red Bull BC One среди девушек. В 2019 году Всемирная федерация танцевального спорта (WDSF) организовала первый Чемпионат мира по брейкингу, где Ами взяла золотую медаль. На Чемпионате 2021 года Ами не смогла защитить титул и стала серебряным призёром, уступив другой японской би-гёрл Аюми. В 2022 году Ами снова взяла золото. В этом же году взяла серебро на Азиатских играх и золото на Всемирных играх. В 2023 году Ами снова стала чемпионкой Red Bull BC One.
Ами Юаса квалифицировалась на летние Олимпийские игры 2024 года в Париже, где брейкинг был впервые представлен. В групповом этапе она была первая в своей группе. В полуфинале победила би-гёрл Индию из Нидерландов, а в баттле за золото одержала победу над Никой из Литвы, став первой олимпийской чемпионкой в этом виде спорта.